# Orest Subtelny
Órest Subtelny (Cracovia, 1941-Toronto, 2016) fue un historiador canadiense, con diversos trabajos publicados sobre la historia de Ucrania.

## Biografía
Nacido el 17 de mayo de 1941 en Cracovia, tenía origen ucraniano. Fue profesor en la Universidad de York en Toronto.
Es autor de obras como The Mazepists: Ukrainian Separatism in the Early Eighteenth Century. East European Monographs (1981), sobre los seguidores de Iván Mazepa, Domination of Eastern Europe: Native Nobilities and Foreign Absolutism, 1500-1715  (1986), Ukraine: A History (1988) o Ukrainians in North America: An Illustrated History (1991), entre otras. Falleció en Toronto el 24 de abril de 2016.